# Walnut Creek, Kalifornija
Walnut Creek je grad u američkoj saveznoj državi Kaliforniji, u okrugu Contra Costa. 

## Povijest
Prije doseljavanje europskih doseljenika područje grada pripadalo je indijancima iz skupine Bay Miwok. Prvi naseljenik je bio William Slusher, godini 1855, Milo Hough od Lafayette izgradio je hotel  "Walnut Creek House", poslije se gradi trgovina i kovačnica, grad je osnovan 1849. godine.

## Zemljopis
Walnut Creek smješten je 26 km istočno od grada Oklanda. Leži u području zvano Zaljevsko područje San Francisca. Iako nije tako velik kao susjedni grad Concord, Walnut Creek služi kao poslovni i zabavni centar za susjedne gradove unutar središnjeg dijela svojeg okruga, dijelom i zbog svog položaja na križanju autocesta iz Sacramento / San Jose i San Francisco / Oakland. 

## Demografija
Po popisu stanovništva iz 2000. godine u grad je živjelo 64.296 stanovnika 	
u 30.301 kućanstva sa 16.554 obitelji s prebivalištem u gradu, dok je prosječna gustoća naseljenosti 1.276 stan./km2.
Prema rasnoj podjeli u naselju živi najviše bijelaca 83,89%, afroamerikanaca ima 1,07, indijanaca 0,33%, a azijaca 9,36%, 3,25% rasno mješoviti i 1,96% iz drugih rasa

## Poznate osobe
- Christy Turlington, američki supermodel i glumica.
- Mark Madsen, američki košarkaš

## Vanjske poveznice
Službena stranica grada